# Curriculum vitae christianae (Hans von Aachen)
Curriculum vitae christianae (Život křesťana), kresba Hanse von Aachen na námět Jorise Hoefnagela pochází z roku 1589, kdy pobýval v Mnichově. Je součástí sbírky grafiky a kresby Národní galerie v Praze. Dílo současně reprodukoval v mědirytu Aegidius Sadeler pod názvem Nicomachia vitae.

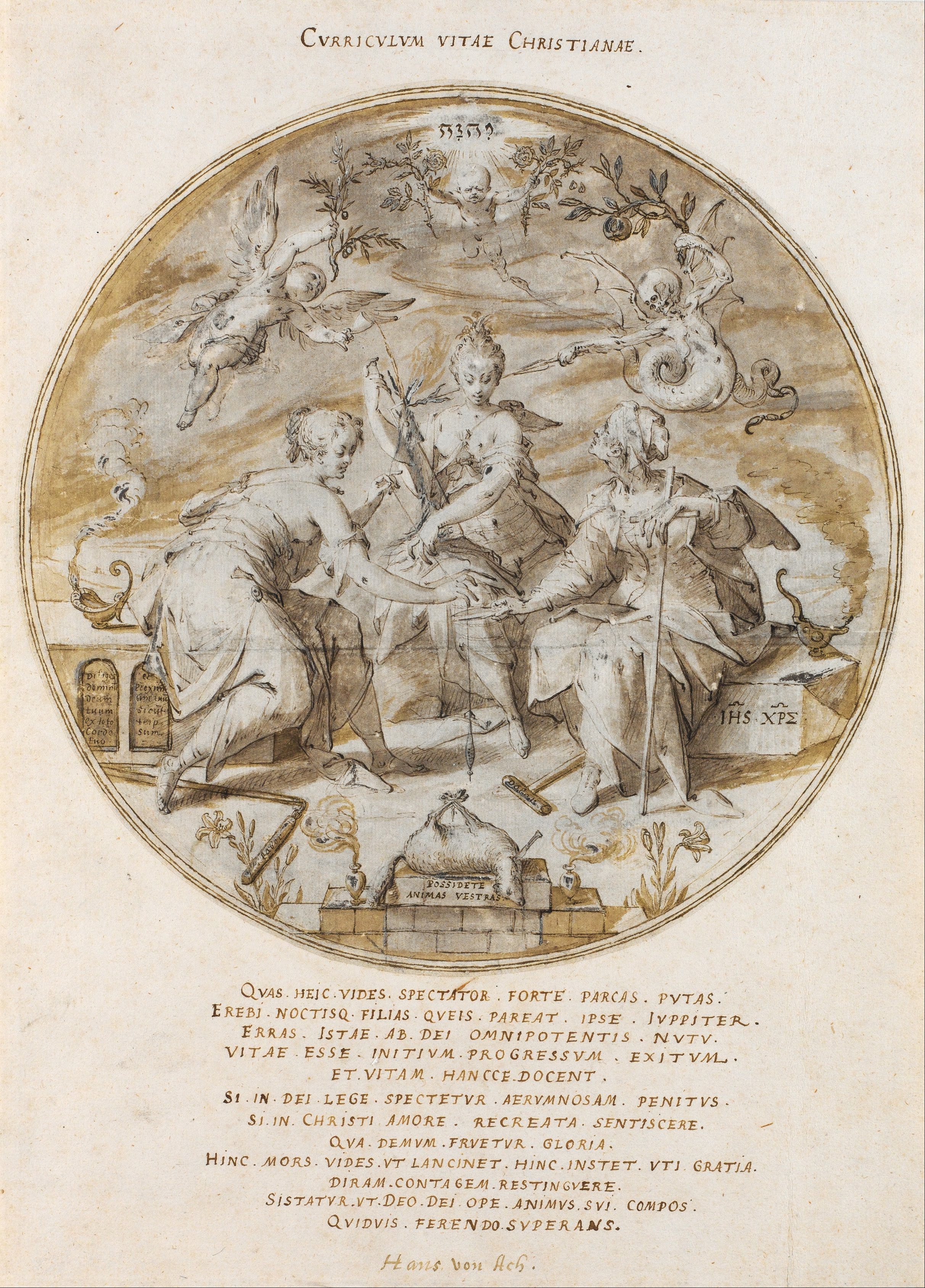
Hans von Aachen, Curriculum vitae christianae, kresba (1589), Národní galerie v Praze - Google Art Project

## Popis a zařazení
Jedná se o kresbu perem v hnědém tónu, hnědě lavírovanou a vysvětlovanou bílou barvou. Malíř nalepil kruhovou kresbu na jiný papír o velikosti 401 × 288 mm, doplnil textem a signoval (dole uprostřed Hans von Ach.). Kresbu daroval Společnosti vlasteneckých přátel umění rytíř Vojtěch Lanna mladší. Její inventární číslo je K1157.
Kresba vznikla v době pobytu Hanse von Aachen v Mnichově, na konci 80. let 16. století jako předloha pro grafický list. Dokládá vzrůstající význam volné grafiky jako samostatné umělecké disciplíny. V té době malíř spolupracoval s všestranně vzdělaným humanistou a malířem miniatur Jorisem Hoefnagelem, který navrhoval náměty grafických listů i doprovodné texty. V tomto případě užil citáty z Knihy Jób o marnosti a pomíjivosti lidského života. Hans von Aachen byl ideálním spolupracovníkem, který dal námětu tří sudiček (Gratia, Gloria, Lapsus) výtvarnou formu.
V době, kdy pobýval v Bavorsku, dozrál suverénní kreslířský styl Hanse von Aachen, ovlivněný italskými vzory. Charakterizuje ho rychlá a energická kresba složená z drobných čar. Pomocí lavírování modeluje figury a navozuje dojem hlubokého prostoru. Projevoval vysokou míru vlastní invence a s Hoefnagelem ho spojoval také zájem o nekonvenční přístup k tématům. Aegidius Sadeler byl již ve svých 21 letech suverénním rytcem, který dokázal dokonale přetlumočit kresebný styl předlohy. Na grafickém listu je odlišný text.